# Metazygia taman
Metazygia taman är en spindelart som beskrevs av Levi 1995. Metazygia taman ingår i släktet Metazygia och familjen hjulspindlar. Inga underarter finns listade i Catalogue of Life.